# Gran Premio di superbike d'Europa 2007
Il Gran Premio di superbike d'Europa 2007 è stato la terza prova su tredici del campionato mondiale Superbike 2007, disputato il 1º aprile sul circuito di Donington Park, in gara 1 ha visto la vittoria di James Toseland davanti a Troy Corser e Max Biaggi, la gara 2 è stata vinta da Noriyuki Haga che ha preceduto Max Biaggi e Troy Corser.
Dopo che negli anni precedenti era stato ospitato sui circuiti di Silverstone e Brands Hatch, in questa occasione il GP d'Europa viene disputato sul circuito di Donington.
La vittoria nella gara valevole per il campionato mondiale Supersport 2007, disputata in due parti e il cui risultato è la somma dei tempi delle due manches, è stata ottenuta da Kenan Sofuoğlu, mentre la gara della Superstock 1000 FIM Cup viene vinta da Niccolò Canepa e quella del campionato Europeo della classe Superstock 600 da Michele Magnoni.

## Risultati

### Gara 1

#### Arrivati al traguardo[6]
| Pos. | Nº  | Pilota             | Squadra                     | Motocicletta        | Giri | Tempo     | Griglia | Punti |
| ---- | --- | ------------------ | --------------------------- | ------------------- | ---- | --------- | ------- | ----- |
| 1º   | 52  | James Toseland     | Hannspree Ten Kate Honda    | Honda CBR1000RR     | 23   | 35:28.222 | 4º      | 25    |
| 2º   | 11  | Troy Corser        | Yamaha Motor Italia         | Yamaha YZF-R1       | 23   | +0:01.368 | 8º      | 20    |
| 3º   | 3   | Max Biaggi         | Alstare Suzuki Corona Extra | Suzuki GSX-R1000 K7 | 23   | +0:02.448 | 7º      | 16    |
| 4º   | 41  | Noriyuki Haga      | Yamaha Motor Italia         | Yamaha YZF-R1       | 23   | +0:09.249 | 2º      | 13    |
| 5º   | 57  | Lorenzo Lanzi      | Ducati Xerox                | Ducati 999 F07      | 23   | +0:18.028 | 5º      | 11    |
| 6º   | 10  | Fonsi Nieto        | Kawasaki PSG-1 Corse        | Kawasaki ZX-10R     | 23   | +0:18.956 | 10º     | 10    |
| 7º   | 55  | Régis Laconi       | Kawasaki PSG-1 Corse        | Kawasaki ZX-10R     | 23   | +0:29.998 | 3º      | 9     |
| 8º   | 76  | Max Neukirchner    | Suzuki Germany              | Suzuki GSX-R1000 K6 | 23   | +0:30.296 | 11º     | 8     |
| 9º   | 44  | Roberto Rolfo      | Hannspree Ten Kate Honda    | Honda CBR1000RR     | 23   | +0:30.525 | 16º     | 7     |
| 10º  | 96  | Jakub Smrž         | Caracchi Ducati SC          | Ducati 999 F05      | 23   | +0:36.661 | 17º     | 6     |
| 11º  | 31  | Karl Muggeridge    | Alto Evolution Honda        | Honda CBR1000RR     | 23   | +0:39.389 | 9º      | 5     |
| 12º  | 25  | Joshua Brookes     | Alto Evolution Honda        | Honda CBR1000RR     | 23   | +0:48.045 | 15º     | 4     |
| 13º  | 84  | Michel Fabrizio    | D.F.X. Corse                | Honda CBR1000RR     | 23   | +0:51.290 | 13º     | 3     |
| 14º  | 159 | Giovanni Bussei    | Team Sterilgarda            | Ducati 999 F06      | 23   | +0:51.402 | 12º     | 2     |
| 15º  | 42  | Dean Ellison       | Team Pedercini              | Ducati 999RS        | 23   | +1:00.156 | 21º     | 1     |
| 16º  | 22  | Luca Morelli       | Team Pedercini              | Ducati 999RS        | 22   | +1 giro   | 23º     |       |
| 17º  | 38  | Shin'ichi Nakatomi | Yamaha YZF                  | Yamaha YZF-R1       | 22   | +1 giro   | 22º     |       |
| 18º  | 64  | Aaron Zanotti      | SMT Yamaha                  | Yamaha YZF-R1       | 22   | +1 giro   | 19º     |       |
| 19º  | 99  | Steve Martin       | D.F.X. Corse                | Honda CBR1000RR     | 18   | +5 giri   | 14º     |       |

#### Ritirati
| Nº  | Pilota            | Squadra                   | Motocicletta        | Giri | Griglia |
| --- | ----------------- | ------------------------- | ------------------- | ---- | ------- |
| 111 | Rubén Xaus        | Team Sterilgarda          | Ducati 999 F06      | 21   | 6º      |
| 73  | Christian Zaiser  | LBR Racing                | MV Agusta F4 312 R  | 11   | 24º     |
| 53  | Alessandro Polita | Celani Team Suzuki Italia | Suzuki GSX-R1000 K6 | 10   | 18º     |
| 21  | Troy Bayliss      | Ducati Xerox              | Ducati 999 F07      | 5    | 1º      |

### Gara 2

#### Arrivati al traguardo[7]
| Pos. | Nº  | Pilota             | Squadra                     | Motocicletta        | Giri | Tempo     | Griglia | Punti |
| ---- | --- | ------------------ | --------------------------- | ------------------- | ---- | --------- | ------- | ----- |
| 1º   | 41  | Noriyuki Haga      | Yamaha Motor Italia         | Yamaha YZF-R1       | 23   | 35:26.734 | 2º      | 25    |
| 2º   | 3   | Max Biaggi         | Alstare Suzuki Corona Extra | Suzuki GSX-R1000 K7 | 23   | +0:00.111 | 7º      | 20    |
| 3º   | 11  | Troy Corser        | Yamaha Motor Italia         | Yamaha YZF-R1       | 23   | +0:01.100 | 8º      | 16    |
| 4º   | 111 | Rubén Xaus         | Team Sterilgarda            | Ducati 999 F06      | 23   | +0:05.927 | 6º      | 13    |
| 5º   | 57  | Lorenzo Lanzi      | Ducati Xerox                | Ducati 999 F07      | 23   | +0:09.834 | 5º      | 11    |
| 6º   | 55  | Régis Laconi       | Kawasaki PSG-1 Corse        | Kawasaki ZX-10R     | 23   | +0:12.203 | 3º      | 10    |
| 7º   | 44  | Roberto Rolfo      | Hannspree Ten Kate Honda    | Honda CBR1000RR     | 23   | +0:22.287 | 16º     | 9     |
| 8º   | 96  | Jakub Smrž         | Caracchi Ducati SC          | Ducati 999 F05      | 23   | +0:30.060 | 17º     | 8     |
| 9º   | 31  | Karl Muggeridge    | Alto Evolution Honda        | Honda CBR1000RR     | 23   | +0:37.734 | 9º      | 7     |
| 10º  | 76  | Max Neukirchner    | Suzuki Germany              | Suzuki GSX-R1000 K6 | 23   | +0:39.893 | 11º     | 6     |
| 11º  | 159 | Giovanni Bussei    | Team Sterilgarda            | Ducati 999 F06      | 23   | +0:41.524 | 12º     | 5     |
| 12º  | 84  | Michel Fabrizio    | D.F.X. Corse                | Honda CBR1000RR     | 23   | +0:45.617 | 13º     | 4     |
| 13º  | 99  | Steve Martin       | D.F.X. Corse                | Honda CBR1000RR     | 23   | +0:52.547 | 14º     | 3     |
| 14º  | 38  | Shin'ichi Nakatomi | Yamaha YZF                  | Yamaha YZF-R1       | 23   | +1:01.669 | 22º     | 2     |
| 15º  | 25  | Joshua Brookes     | Alto Evolution Honda        | Honda CBR1000RR     | 23   | +1:20.586 | 15º     | 1     |
| 16º  | 64  | Aaron Zanotti      | SMT Yamaha                  | Yamaha YZF-R1       | 23   | +1:26.912 | 19º     |       |
| 17º  | 22  | Luca Morelli       | Team Pedercini              | Ducati 999RS        | 23   | +1:27.181 | 23º     |       |

#### Ritirati
| Nº | Pilota           | Squadra                  | Motocicletta       | Giri | Griglia |
| -- | ---------------- | ------------------------ | ------------------ | ---- | ------- |
| 10 | Fonsi Nieto      | Kawasaki PSG-1 Corse     | Kawasaki ZX-10R    | 11   | 10º     |
| 42 | Dean Ellison     | Team Pedercini           | Ducati 999RS       | 7    | 21º     |
| 52 | James Toseland   | Hannspree Ten Kate Honda | Honda CBR1000RR    | 3    | 4º      |
| 73 | Christian Zaiser | LBR Racing               | MV Agusta F4 312 R | 0    | 24º     |

### Supersport

#### Arrivati al traguardo[3]
| Pos. | Nº  | Pilota             | Squadra                      | Motocicletta    | Giri | Tempo     | Griglia | Punti |
| ---- | --- | ------------------ | ---------------------------- | --------------- | ---- | --------- | ------- | ----- |
| 1º   | 54  | Kenan Sofuoğlu     | Hannspree Ten Kate Honda     | Honda CBR600RR  | 22   | 34:56.601 | 3º      | 25    |
| 2º   | 127 | Robbin Harms       | Stiggy Motorsport Honda      | Honda CBR600RR  | 22   | +0.764    | 11º     | 20    |
| 3º   | 21  | Katsuaki Fujiwara  | Althea Honda                 | Honda CBR600RR  | 22   | '+1.343   | 8º      | 16    |
| 4º   | 18  | Craig Jones        | Revè Ekerold Honda Racing    | Honda CBR600RR  | 22   | + 10.215  | 19º     | 13    |
| 5º   | 116 | Simone Sanna       | Racing Team Parkalgar        | Honda CBR600RR  | 22   | + 12.135  | 2º      | 11    |
| 6º   | 34  | Davide Giugliano   | Lightspeed Kawasaki Supp.    | Kawasaki ZX-6R  | 22   | + 12.982  | 14º     | 10    |
| 7º   | 32  | Yoann Tiberio      | Stiggy Motorsport Honda      | Honda CBR600RR  | 22   | + 16.642  | 5º      | 9     |
| 8º   | 55  | Massimo Roccoli    | Yamaha Team Italia           | Yamaha YZF-R6   | 22   | + 16.664  | 20º     | 8     |
| 9º   | 94  | David Checa        | Yamaha - GMT 94              | Yamaha YZF-R6   | 22   | + 22.965  | 9º      | 7     |
| 10º  | 69  | Gianluca Nannelli  | Caracchi Ducati SC           | Ducati 749R     | 22   | + 23.852  | 12º     | 6     |
| 11º  | 194 | Sébastien Gimbert  | Yamaha - GMT 94              | Yamaha YZF-R6   | 22   | + 24.862  | 10º     | 5     |
| 12º  | 45  | Gianluca Vizziello | RG Team                      | Yamaha YZF-R6   | 22   | + 26.053  | 15º     | 4     |
| 13º  | 44  | David Salom        | Yamaha Spain                 | Yamaha YZF-R6   | 22   | + 26.512  | 17º     | 3     |
| 14º  | 77  | Barry Veneman      | Pioneer Hoegee Suzuki Racing | Suzuki GSX-R600 | 22   | + 29.445  | 4º      | 2     |
| 15º  | 7   | Pere Riba          | Gil Motor Sport              | Kawasaki ZX-6R  | 22   | + 29.448  | 1º      | 1     |
| 16º  | 8   | Chris Peris        | Yamaha-Moto 1                | Yamaha YZF-R6   | 22   | + 43.818  | 25º     |       |
| 17º  | 12  | Javier Forés       | HP Racing                    | Honda CBR600RR  | 22   | + 44.841  | 18º     |       |
| 18º  | 35  | Gilles Boccolini   | PMS Kawasaki Supported       | Kawasaki ZX-6R  | 22   | + 50.106  | 21º     |       |
| 19º  | 60  | Vladimir Ivanov    | Vector Racing                | Yamaha YZF-R6   | 22   | + 51.700  | 22º     |       |
| 20º  | 17  | Miguel Praia       | Racing Team Parkalgar        | Honda CBR600RR  | 22   | +1:08.398 | 31º     |       |
| 21º  | 46  | Jesco Günther      | CRS Grand Prix               | Honda CBR600RR  | 22   | +1:24.701 | 30º     |       |
| 22º  | 39  | David Forner       | Yamaha Spain                 | Yamaha YZF-R6   | 20   | +2 giri   | 34º     |       |

#### Ritirati
| Nº  | Pilota             | Squadra                      | Motocicletta    | Giri | Griglia |
| --- | ------------------ | ---------------------------- | --------------- | ---- | ------- |
| 38  | Grégory Leblanc    | Vazy Racing                  | Honda CBR600RR  | 14   | 27º     |
| 4   | Lorenzo Alfonsi    | Althea Honda                 | Honda CBR600RR  | 11   | 6º      |
| 26  | Joan Lascorz       | Glaner Motocard.com          | Honda CBR600RR  | 11   | 16º     |
| 88  | Gergő Talmácsi     | Vector Racing                | Yamaha YZF-R6   | 11   | 23º     |
| 96  | Nikola Milovanovic | Benjan Motoren               | Honda CBR600RR  | 11   | 33º     |
| 121 | Arnaud Vincent     | Tati Team Beaujolais Racing  | Yamaha YZF-R6   | 10   | 28º     |
| 81  | Matthieu Lagrive   | Intermoto Czech              | Honda CBR600RR  | 9    | 13º     |
| 25  | Tatu Lauslehto     | Intermoto Czech              | Honda CBR600RR  | 8    | 29º     |
| 31  | Vesa Kallio        | Pioneer Hoegee Suzuki Racing | Suzuki GSX-R600 | 8    | 24º     |
| 9   | Fabien Foret       | Gil Motor Sport              | Kawasaki ZX-6R  | 7    | 7º      |
| 73  | Yves Polzer        | LBR Racing                   | Ducati 749R     | 5    | 32º     |

### Superstock 1000

#### Arrivati al traguardo

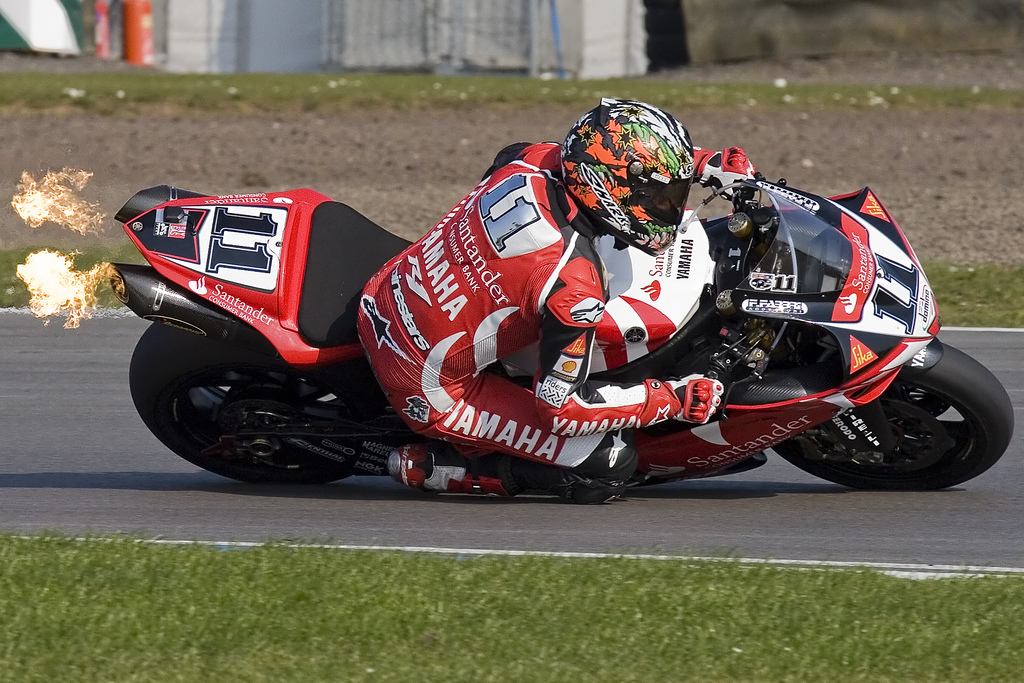
Corser, 2º in gara 1 e 3º in gara 2

| Pos. | Nº | Pilota               | Squadra                     | Motocicletta        | Giri | Tempo     | Griglia | Punti |
| ---- | -- | -------------------- | --------------------------- | ------------------- | ---- | --------- | ------- | ----- |
| 1º   | 59 | Niccolò Canepa       | Ducati Xerox Junior         | Ducati 1098S        | 8    | 12'46.272 | 2º      | 25    |
| 2º   | 71 | Claudio Corti        | Yamaha Team Italia          | Yamaha YZF-R1       | 8    | +0.147    | 5º      | 20    |
| 3º   | 83 | Didier Van Keymeulen | TTSL-MGM Racing             | Yamaha YZF-R1       | 8    | +0.983    | 3º      | 16    |
| 4º   | 3  | Mark Aitchison       | Celani Team Suzuki Italia   | Suzuki GSX-R1000 K6 | 8    | +2.355    | 7º      | 13    |
| 5º   | 15 | Matteo Baiocco       | Umbria Bike                 | Yamaha YZF-R1       | 8    | +4.199    | 13º     | 11    |
| 6º   | 57 | Ilario Dionisi       | Cruciani Moto Suzuki Italia | Suzuki GSX-R1000 K6 | 8    | +6.635    | 11º     | 10    |
| 7º   | 19 | Xavier Siméon        | Alstare Suzuki Corona Extra | Suzuki GSX-R1000 K6 | 8    | +6.927    | 19º     | 9     |
| 8º   | 49 | Arne Tode            | Racing Dirk Van Mol         | Honda CBR1000RR     | 8    | +9.402    | 15º     | 8     |
| 9º   | 32 | Sheridan Morais      | Team Pedercini              | Ducati 1098S        | 8    | +10.150   | 8º      | 7     |
| 10º  | 44 | René Mähr            | Vd Heyden Motors Yamaha     | Yamaha YZF-R1       | 8    | +10.846   | 16º     | 6     |
| 11º  | 24 | Marko Jerman         | DBR Racing                  | Yamaha YZF-R1       | 8    | +11.145   | 22º     | 5     |
| 12º  | 25 | Dario Giuseppetti    | MGM Racing Performance      | Yamaha YZF-R1       | 8    | +11.578   | 10º     | 4     |
| 13º  | 33 | Marko Rohtlaan       | Azione Corse                | Honda CBR1000RR     | 8    | +11.922   | 12º     | 3     |
| 14º  | 23 | Cedric Tangre        | DBR Racing                  | Yamaha YZF-R1       | 8    | +16.027   | 20º     | 2     |
| 15º  | 28 | Nicky Moore          | Team Pedercini              | Ducati 1098S        | 8    | +18.843   | 30º     | 1     |
| 16º  | 77 | Barry Burrell        | MS Racing                   | Honda CBR1000RR     | 8    | +19.008   | 29º     |       |
| 17º  | 4  | Loic Napoleone       | EVR Corse                   | MV Agusta F4 312 R  | 8    | +19.738   | 17º     |       |
| 18º  | 16 | Raymond Schouten     | Vd Heyden Motors Yamaha     | Yamaha YZF-R1       | 8    | +22.783   | 25º     |       |
| 19º  | 96 | Matěj Smrž           | MS Racing                   | Honda CBR1000RR     | 8    | +23.181   | 28º     |       |
| 20º  | 10 | Franck Millet        | Biassono UnionBike          | MV Agusta F4 312 R  | 8    | +23.562   | 27º     |       |
| 21º  | 14 | Lorenzo Baroni       | Team Sterilgarda            | Ducati 1098S        | 8    | +24.506   | 18º     |       |
| 22º  | 73 | Jonathan Howarth     | MSG Podium                  | Suzuki GSX-R1000 K7 | 8    | +29.153   | 34º     |       |
| 23º  | 13 | Viktor Kispataki     | Full-Gas Racing             | Suzuki GSX-R1000 K6 | 8    | +29.749   | 33º     |       |
| 24º  | 21 | Wim van den Broeck   | Zone Rouge                  | Yamaha YZF-R1       | 8    | +31.543   | 35º     |       |
| 25º  | 37 | Raffaele Filice      | Celani Team Suzuki Italia   | Suzuki GSX-R1000 K6 | 8    | +41.766   | 31º     |       |
| 26º  | 29 | Niccolò Rosso        | Team Sterilgarda            | Ducati 1098S        | 8    | +44.739   | 38º     |       |
| 27º  | 55 | Olivier Depoorter    | Zone Rouge                  | Yamaha YZF-R1       | 8    | +45.344   | 24º     |       |
| 28º  | 18 | Matt Bond            | Mist Suzuki                 | Suzuki GSX-R1000 K6 | 8    | +46.823   | 36º     |       |
| 29º  | 58 | Robert Gianfardoni   | RG Team                     | Yamaha YZF-R1       | 8    | +57.816   | 39º     |       |
| 30º  | 51 | Michele Pirro        | Yamaha Team Italia          | Yamaha YZF-R1       | 8    | +1'24.092 | 1º      |       |
| 31º  | 99 | Danilo Dell'Omo      | UnionBike Gimotorsport      | MV Agusta F4 312 R  | 7    | +1 giro   | 6º      |       |

#### Ritirati
| Nº | Pilota          | Squadra                | Motocicletta        | Giri | Griglia |
| -- | --------------- | ---------------------- | ------------------- | ---- | ------- |
| 11 | Denis Sacchetti | UnionBike Gimotorsport | MV Agusta F4 312 R  | 7    | 9º      |
| 86 | Ayrton Badovini | Biassono UnionBike     | MV Agusta F4 312 R  | 6    | 4º      |
| 34 | Balázs Németh   | Full-Gas Racing        | Suzuki GSX-R1000 K6 | 3    | 26º     |
| 5  | Bram Appelo     | EAB Ten Kate Honda     | Honda CBR1000RR     | 1    | 37º     |

### Superstock 600

#### Arrivati al traguardo
| Pos. | Nº  | Pilota               | Squadra                       | Motocicletta    | Giri | Tempo     | Griglia | Punti |
| ---- | --- | -------------------- | ----------------------------- | --------------- | ---- | --------- | ------- | ----- |
| 1º   | 119 | Michele Magnoni      | Bevilacqua Corse              | Yamaha YZF-R6   | 10   | 16'16.888 | 1º      | 25    |
| 2º   | 8   | Andrea Antonelli     | Italia Megabike AX 52         | Honda CBR600RR  | 10   | +0.528    | 5º      | 20    |
| 3º   | 89  | Domenico Colucci     | Ducati Xerox Junior           | Ducati 749R     | 10   | +0.858    | 6º      | 16    |
| 4º   | 20  | Sylvain Barrier      | Coutelle Junior               | Yamaha YZF-R6   | 10   | +5.043    | 2º      | 13    |
| 5º   | 21  | Maxime Berger        | Team Trasimeno                | Yamaha YZF-R6   | 10   | +5.813    | 3º      | 11    |
| 6º   | 99  | Roy Ten Napel        | MQP Racing                    | Yamaha YZF-R6   | 10   | +13.795   | 9º      | 10    |
| 7º   | 4   | Mathieu Gines        | Yamaha-Moto 1                 | Yamaha YZF-R6   | 10   | +14.052   | 7º      | 9     |
| 8º   | 30  | Michaël Savary       | Millet Yamaha                 | Yamaha YZF-R6   | 10   | +17.746   | 11º     | 8     |
| 9º   | 7   | Renato Costantini    | Italia Megabike AX 52         | Honda CBR600RR  | 10   | +19.978   | 10º     | 7     |
| 10º  | 44  | Gino Rea             | Beowulf Racing.com            | Suzuki GSX-600R | 10   | +23.865   | 12º     | 6     |
| 11º  | 199 | Gregg Black          | Politas Racing                | Yamaha YZF-R6   | 10   | +23.978   | 4º      | 5     |
| 12º  | 75  | Dennis Sigloch       | Peko Racing                   | Yamaha YZF-R6   | 10   | +24.109   | 13º     | 4     |
| 13º  | 31  | Giuseppe Barone      | Rumi Azione Corse             | Honda CBR600RR  | 10   | +27.954   | 8º      | 3     |
| 14º  | 41  | Gregory Junod        | O SIX                         | Kawasaki ZX-6RR | 10   | +29.050   | 15º     | 2     |
| 15º  | 24  | Daniele Beretta      | Cruciani Moto Suzuki Italia   | Suzuki GSX-600R | 10   | +29.574   | 17º     | 1     |
| 16º  | 81  | Patrik Vostarek      | Intermoto Czech Klaffi        | Honda CBR600RR  | 10   | +29.630   | 20º     |       |
| 17º  | 43  | Daniele Rossi        | Rumi Azione Corse             | Honda CBR600RR  | 10   | +30.086   | 16º     |       |
| 18º  | 111 | Michal Sembera       | EAB Ten Kate Honda            | Honda CBR600RR  | 10   | +31.127   | 14º     |       |
| 19º  | 57  | Kenny Tirsgaard      | TKR Suzuki Switzerland        | Suzuki GSX-600R | 10   | +32.080   | 18º     |       |
| 20º  | 22  | Gabriele Poma        | Team Trasimeno                | Yamaha YZF-R6   | 10   | +44.716   | 19º     |       |
| 21º  | 11  | Ashley Carlucci      | Lightspeed-Kawasaki Supported | Kawasaki ZX-6RR | 10   | +45.216   | 26º     |       |
| 22º  | 55  | Vincent Lonbois      | MTM Racing                    | Suzuki GSX-600R | 10   | +46.910   | 21º     |       |
| 23º  | 28  | Yannick Guerra       | Holiday Gym SBK               | Yamaha YZF-R6   | 10   | +51.925   | 28º     |       |
| 24º  | 112 | Josep Pedró Subirats | Yamaha Spain                  | Yamaha YZF-R6   | 10   | +52.836   | 23º     |       |
| 25º  | 10  | Leon Hunt            | CRS Grand Prix                | Honda CBR600RR  | 10   | +53.448   | 24º     |       |
| 26º  | 66  | Branko Srdanov       | MQP Racing                    | Yamaha YZF-R6   | 10   | +1'10.731 | 25º     |       |
| 27º  | 48  | Vladimir Leonov      | Vector Racing Yamaha          | Yamaha YZF-R6   | 10   | +1'12.118 | 27º     |       |
| 28º  | 35  | Radostin Todorov     | Team Bulgaria                 | Yamaha YZF-R6   | 10   | +1'33.980 | 31º     |       |

#### Ritirati
| Nº  | Pilota        | Squadra                       | Motocicletta    | Giri | Griglia |
| --- | ------------- | ----------------------------- | --------------- | ---- | ------- |
| 114 | Nicolas Pirot | Zone Rouge                    | Yamaha YZF-R6   | 9    | 30º     |
| 25  | Ryan Taylor   | Lightspeed-Kawasaki Supported | Kawasaki ZX-6RR | 8    | 29º     |
| 47  | Eddi La Marra | Team Lorini                   | Honda CBR600RR  | 0    | 22º     |